# Franse interventie in Mexico
De Franse Interventie in Mexico (Spaans: Guerra de la intervención francesa, Frans: expédition du Mexique), in Mexico ook wel bekend als de Tweede Onafhankelijkheidsoorlog (Spaans: Segunda Guerra de Independencia), was een oorlog die duurde van 1861 tot 1867. De oorlog werd gevochten tussen (republikeins) Mexico aan de ene kant en Frankrijk, het Tweede Mexicaanse Keizerrijk, Spanje (tot 1862) en het Verenigd Koninkrijk (tot 1862) aan de andere kant.

## Voorgeschiedenis
In Mexico was tussen 1858 en 1861 de Hervormingsoorlog uitgevochten, een burgeroorlog tussen conservatieven en liberalen. De liberalen kwamen als overwinnaar naar voren en Benito Juárez werd president. Op 17 juli 1861 besloot Juárez tot een moratorium van twee jaar op het uitbetalen van schulden, waarvan sommigen al sinds de onafhankelijkheid van Mexico in 1821 open stonden. Frankrijk, het Verenigd Koninkrijk en Spanje, de voornaamste gedupeerden, sloten op 31 oktober het Verdrag van Londen, waarin ze besloten over te gaan tot interventie. De timing was goed gekozen; in de Verenigde Staten, die vijandig stonden tegenover Europese bemoeienissen in Amerika, was net de Amerikaanse Burgeroorlog uitgebroken.

## Opmars naar Mexico-Stad
Op 8 december 1861 landden de eerste Spaanse troepen, aangevoerd door Juan Prim, in de Mexicaanse havenstad Vera Cruz, een maand later landden de Engelsen en Fransen. In februari 1862 werd de havenstad Campeche ingenomen. Napoleon III bleek echter verdergaande plannen te hebben, hij wilde in Mexico een keizerrijk vestigen, om de aanvoer naar de Geconfedereerde Staten te verzekeren. Toen dit duidelijk werd beraadslaagden Engeland en Spanje over verdere deelname aan de interventie. Engeland en Spanje hadden helemaal geen behoefte aan een verandering van regime in Mexico. Na beraad in Orizaba op 9 mei 1862 besloten Engeland en Spanje zich terug te trekken, zodat de Fransen er alleen voor kwamen te staan.

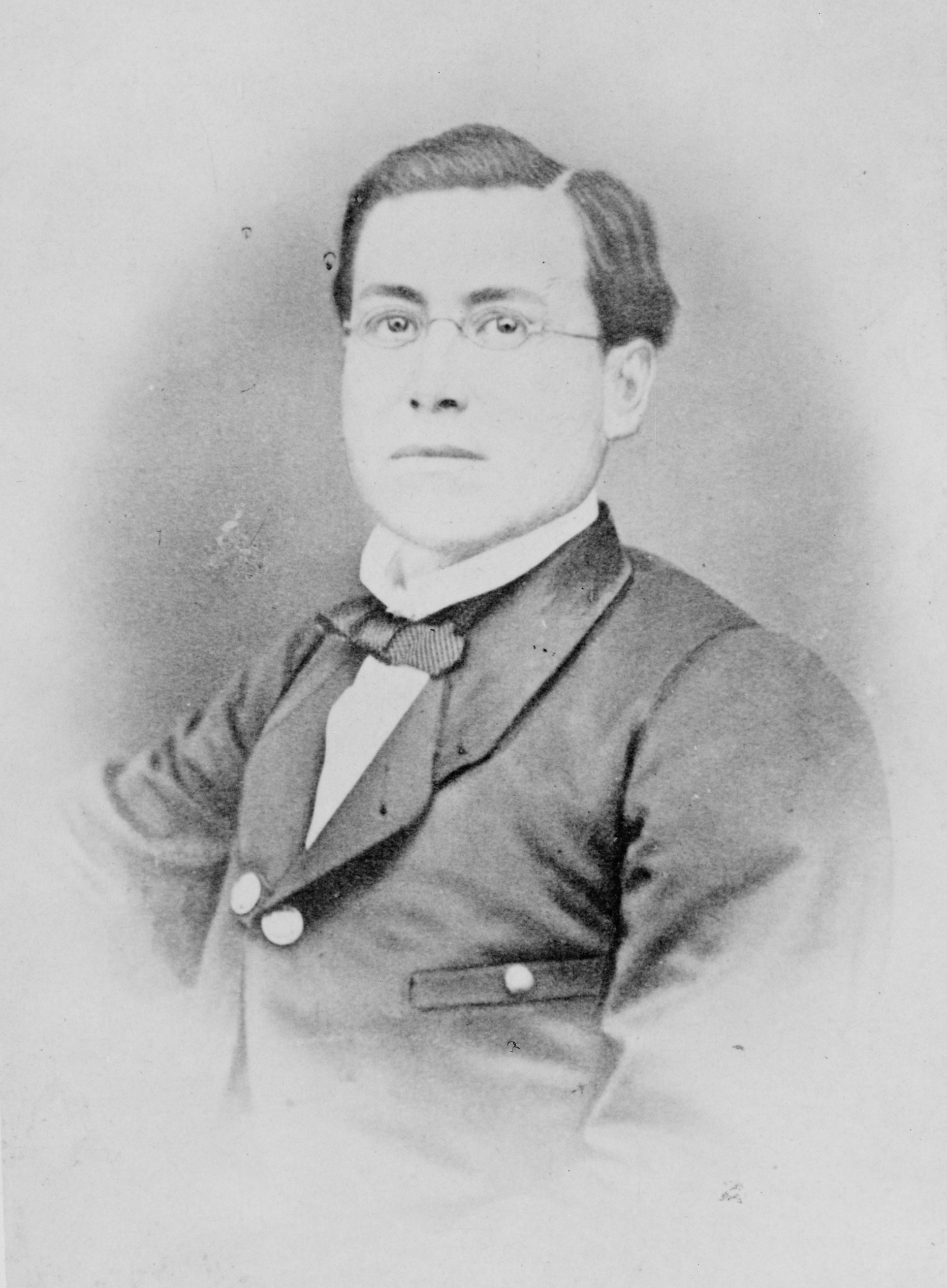
Generaal Zaragoza

Het eerste grote treffen vond plaats op 5 mei 1862. Generaal Lorencez werd in de Slag bij Puebla verslagen door een half zo groot Mexicaans leger, onder leiding van Ignacio Zaragoza. Deze dag werd prompt uitgeroepen tot Mexicaanse nationale feestdag. Napoleon III stuurde Lorencez de laan uit. De nieuwe Franse bevelhebber, generaal Élie-Frédéric Forey, kwam kort nadien aan in Mexico. Zaragoza was intussen overleden. In oktober 1862 werd Forey bijgestaan door generaal Bazaine met extra versterkingen. Deze laatste wist Xalapa en Tampico in te nemen.
Op 16 maart 1863 stonden de Fransen wederom voor Puebla en ze sloegen een belegering op. Tijdens de belegering vond het (kleinere) gevecht om Camerone plaats waar het Franse vreemdelingenlegioen zich onsterfelijk mee zou maken. Op 17 mei gaf de stad Puebla zich over, waarna de weg naar Mexico-Stad open lag. Op 31 mei ontvluchtten Juárez en zijn ministers Mexico-Stad, om een nieuwe regering te vestigen in San Luis Potosí. In Mexico-Stad organiseerden de Fransen een regentschap, onder leiding van Juan Almonte. Er brak een ruzie uit tussen de Franse generaals, waarbij Forey verweten werd dat hij het laatste jaar niets gedaan had; Bazaine was de echte veldheer. Forey werd weggepromoveerd als maarschalk van Frankrijk en keerde terug naar Parijs. Bazaine werd in september 1863 de nieuwe Franse bevelhebber in Mexico.

## Keizerrijk

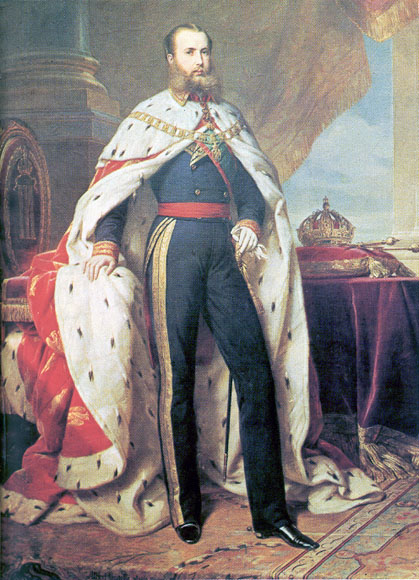
Keizer Maximiliaan

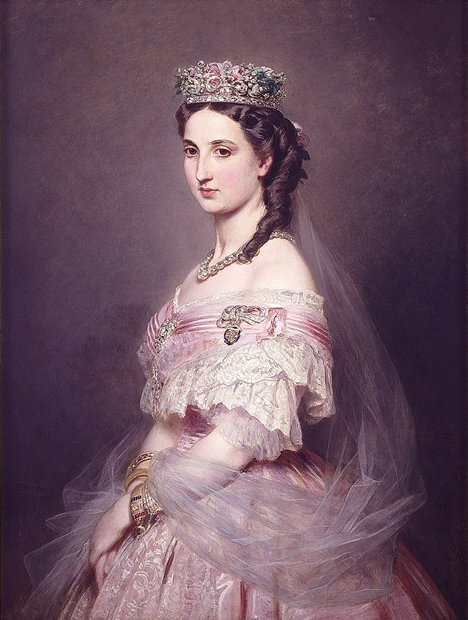
Keizerin Charlotte

Op 10 juni 1863 werd het Tweede Mexicaanse Keizerrijk officieel uitgeroepen. Maximiliaan van Habsburg werd in Wenen door een comité van conservatieve notabelen gevraagd keizer van Mexico te worden. Hij twijfelde lang en aanvaardde, een jaar later het keizerschap, in Miramare op 10 april 1864. Op 28 mei 1864 landde hij in Mexico, en op 12 juni werd hij gekroond. Hij vestigde zich met zijn vrouw Charlotte in Chapultepec, even ten westen van Mexico-Stad. Intussen hadden de Fransen Guadalajara, Acapulco, Hermosillo, Guanajuato en San Luis Potosí ingenomen, zodat de regering-Juárez zich verder naar het noorden in Saltillo vestigde. Ook daar werden ze verdreven. Uiteindelijk zou Juárez zich op 14 augustus 1865 in El Paso del Norte, tegen de Amerikaanse grens aan, vestigen. Juárez weigerde echter Mexico te ontvluchten. Hij zag zichzelf als verpersoonlijking van de republiek, dus als hij zou vluchten zou dat het einde betekenen voor de republiek.
Hoewel Maximiliaan steun kreeg van de conservatieven was hij toch opvallend liberaal. Zo weigerde hij de antiklerikale wetten van de Reforma in te trekken, waarmee hij in conflict kwam met de kerken. Maximiliaan probeerde toenadering te zoeken met de republikeinen, die echter stellig elke erkenning voor het keizerrijk weigerden. Maximiliaan was hier woedend over en vaardigde een executiebevel uit voor Juárez, Lerdo en generaal Escobedo. Dit bevel zou later tegen Maximiliaan gebruikt gaan worden.
Maximiliaan en Charlotte probeerden zich zo veel mogelijk aan de Mexicaanse cultuur aan te passen. Aangezien ze zelf geen kinderen hadden, adopteerden ze Agustín de Iturbide y Green, kleinzoon van Agustín I, die van 1822 tot 1823 over het Eerste Mexicaanse Keizerrijk geregeerd had.

## Overwinning van de republiek en executie van Maximiliaan
Intussen was in de Verenigde Staten de burgeroorlog beslist. De Verenigde Staten weigerden het keizerrijk te erkennen, en eisten dat Frankrijk zich terug zou trekken uit Mexico. Bovendien dienden ze een klacht in bij de Belgische en Oostenrijkse regeringen, omdat vrijwilligers uit deze landen in Mexico aan Franse zijde vochten. De Oostenrijkse delegatie was zo'n 6.000 man sterk en uit België waren in 1864 een 1.500 vrijwilligers afgezakt (een bataljon grenadiers en een bataljon voltigeurs). Dit Regiment van Keizerin Charlotte moest de dochter van de Belgische koning beschermen, maar onder leiding van luitenant-kolonel Alfred Van der Smissen gingen ze actief de strijd aan.
Napoleon III zag in dat de oorlog moeilijk te winnen zou zijn. Bovendien stond hij onder druk van de Verenigde Staten, en in Europa van Pruisen. Op 31 mei 1866 begon de terugtrekking van de Franse troepen, vijf jaar eerder dan oorspronkelijk voorzien. De republikeinen wonnen snel terrein. Op 25 maart viel Chihuahua, en in juli werden Guadalajara, Matamoros, Tampico, Monterrey en Acapulco bevrijd. Maximiliaans Franse ministers namen ontslag op 18 september en op 6 december werd de Belgische en Oostenrijkse vrijwilligers verzocht zich in te schrijven in het keizerlijke Mexicaanse leger. De meesten weigerden dit en vluchtten naar Europa. Intussen had Porfirio Díaz Oaxaca bevrijd, en hij trok op naar het noorden.

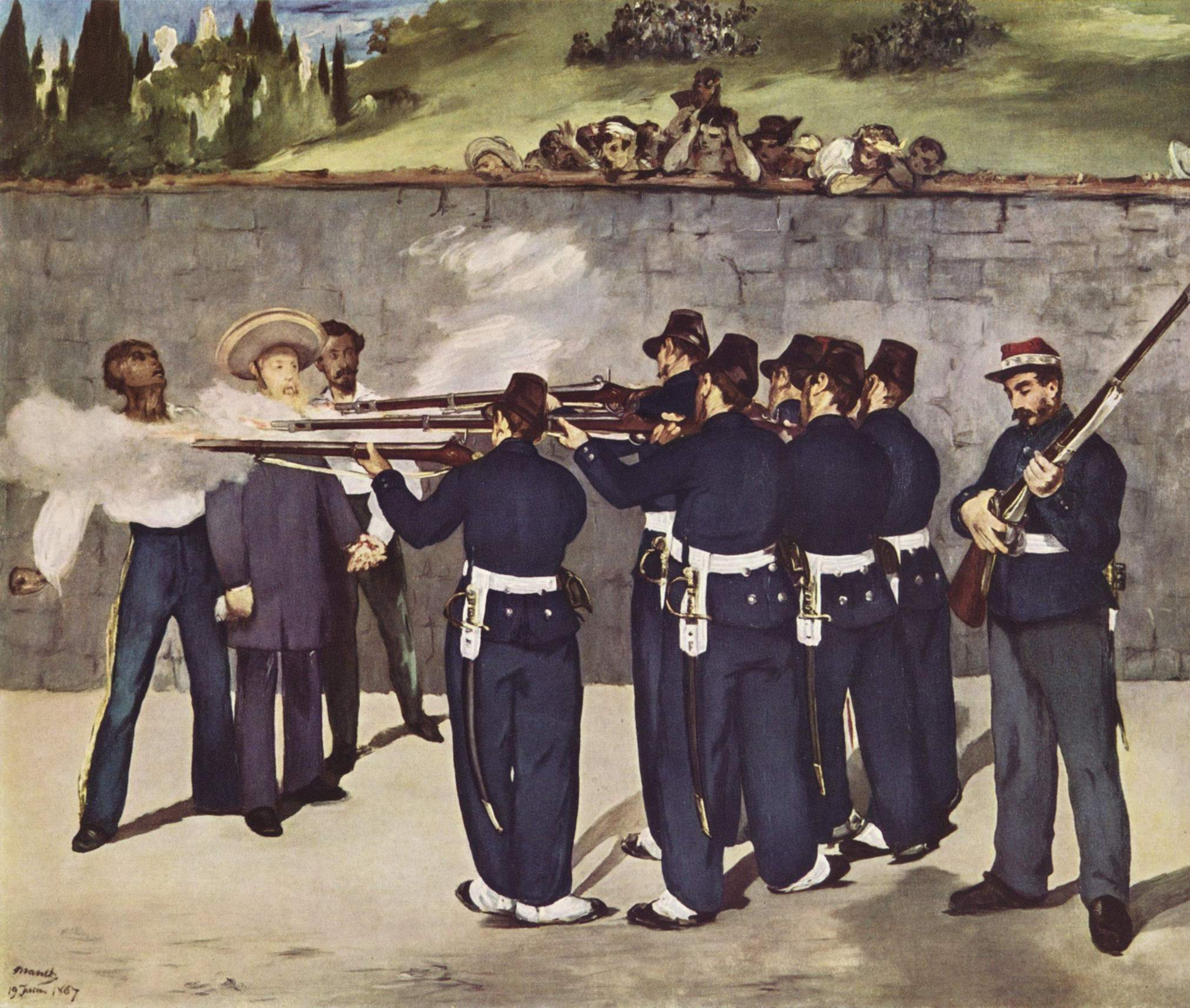
De executie van Maximiliaan, geschilderd door Édouard Manet

In de keizerlijke regering werd beraadslaagd over het al dan niet voortzetten van het keizerrijk. Er werd met een stem verschil besloten het keizerrijk te handhaven. Op 5 februari 1867 liet Bazaine Mexico-Stad ontruimen. Bazaine adviseerde Maximiliaan af te treden en te vluchten, maar deze weigerde dit. Op 12 maart verliet Bazaine Mexico met de laatste Franse troepen, zodat Maximiliaan er alleen voorstond. Maximiliaan trok zich met zijn generaals Miguel Miramón en Tomás Mejía terug in Querétaro. Escobedo sloeg het beleg van Querétaro op, dat twee maanden duurde. Op 15 mei nam hij de stad in en nam Maximiliaan, Miramón en Mejía gevangen. Na een proces waarvan de uitkomst eigenlijk al van tevoren vaststond, werden de drie ter dood veroordeeld. Het vonnis werd voltrokken door een vuurpeloton op de Cerro de las Campañas (Heuvel van de Bellen), even buiten Querétaro.
Op 21 juni nam Díaz Mexico-Stad in, later gevolgd door Juárez, die de overwinning van de republiek uitriep.

## Effecten

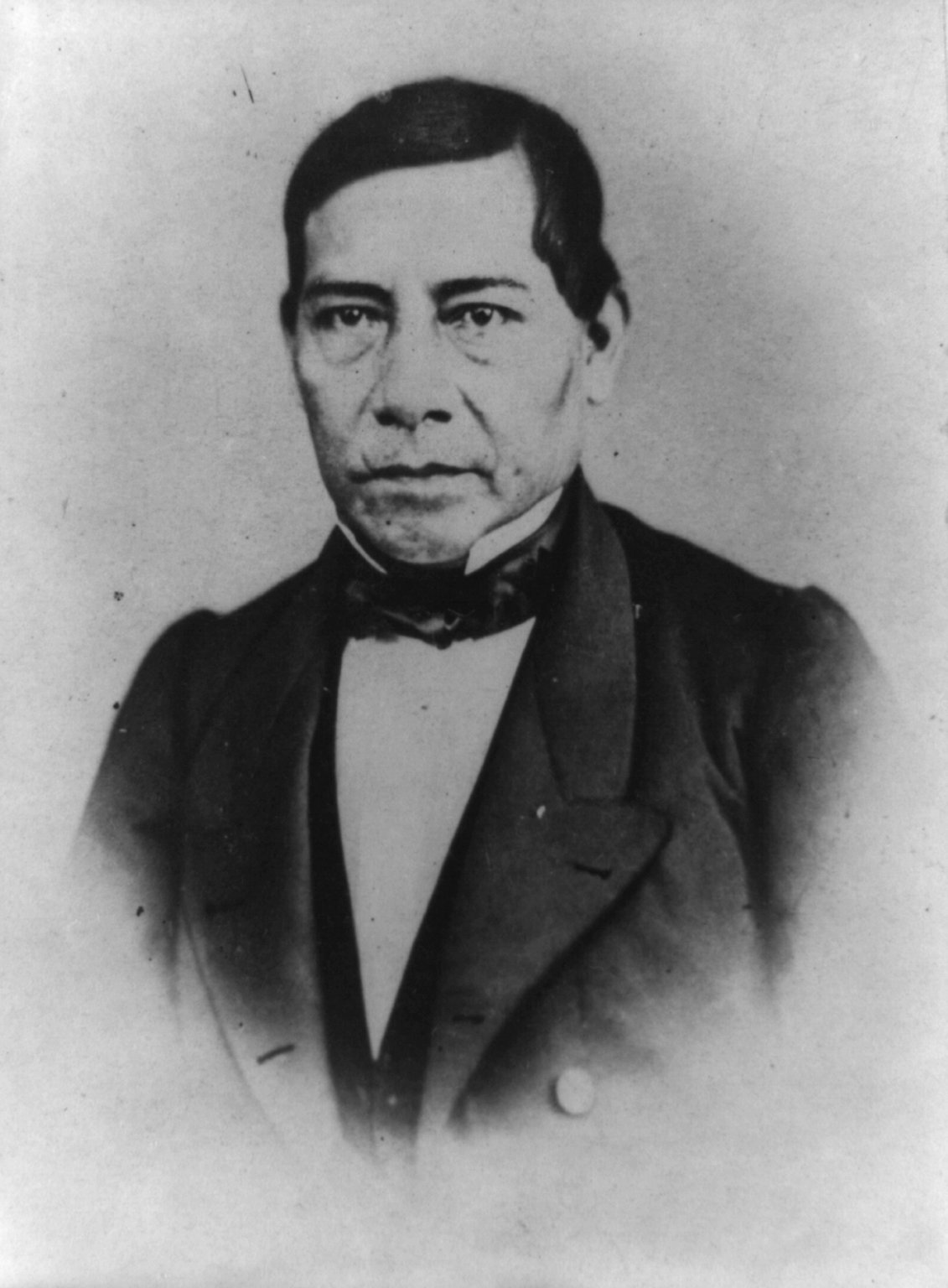
Benito Juárez

Voor Mexico betekende de overwinning in deze oorlog een enorme impuls voor het zelfbewustzijn. Het is samen met de Mexicaanse Revolutie de belangrijkste natievormende gebeurtenis in de moderne geschiedenis van Mexico geweest. Mexico was gedurende een groot deel van de negentiende eeuw een speelbal van buitenlandse mogendheden, en ging gebukt onder voortdurende interne conflicten en coups. Tijdens de Franse interventie wisten Mexicanen goeddeels hun interne twisten te boven te komen, en gezamenlijk de vijand te verslaan. Door het verslaan van de Fransen liet Mexico zien dat het niet met zich liet sollen, en dat het geen door het buitenland geïnstalleerde monarchie wilde. De republikeinse leiders worden heden ten dage in Mexico als helden gezien, en er zijn talrijke steden, straten en pleinen naar ze genoemd.
Voor de Europese grootmachten was de nederlaag in Mexico een teken dat de macht van Frankrijk tanende was. Hoewel het Franse leger als een van de sterkste ter wereld werd beschouwd, slaagde het er niet in het 'minderwaardige' Mexico op de knieën te krijgen. Drie jaar na Maximiliaans executie viel Duitsland Frankrijk binnen, wat het einde van het keizerrijk van Napoleon III betekende. Bijna alle Europese landen, waaronder België en Nederland, verbraken de diplomatieke betrekkingen met Mexico, uit onvrede over de executie van Maximiliaan. Overigens waren niet alle Europeanen ontevreden over de executie. Republikeinen waren er vaak wél enthousiast over. Een van hen was de Italiaanse schoolmeester Alessandro Mussolini, die zijn zoon vanwege het omverwerpen van de monarchie naar Benito Juárez noemde.
Verder voorkwam het mislukken van de interventie dat Frankrijk de aanvoerlijnen naar de Geconfedereerde Staten van Amerika in handen kreeg om de Confederatie te steunen tijdens de Amerikaanse burgeroorlog. Frankrijk hoopte de V.S., die als mogelijke rivaal gezien werden, verdeeld te houden.

## Belangrijkste leiders

### Frankrijk
- Achille Bazaine, militair
- Jean Danjou, militair
- Élie-Frédéric Forey, militair
- Charles Ferdinand Latrille, graaf van Lorencez, militair
- Napoleon III, keizer van Frankrijk

### Mexico, republikeinse zijde
- Juan José Baz, politicus
- Porfirio Díaz, militair
- Manuel Doblado†, politicus
- Manuel Dublán, militair
- Mariano Escobedo, militair
- Jesús González Ortega, militair
- José María Iglesias, politicus
- Benito Juárez, president
- Sebastián Lerdo de Tejada, politicus
- Ignacio Zaragoza†, militair

### Mexico, keizerlijke zijde
- Juan Nepomuceno Almonte, politicus
- Agustín de Iturbide y Green, erfopvolger
- Leonardo Márquez, militair
- Tomás Mejía†, militair
- Miguel Miramón†, militair

### Overig
- Keizerin Carlota, keizerin, echtgenote van Maximiliaan
- Abraham Lincoln, president van de Verenigde Staten
- Keizer Maximiliaan†, keizer
- Juan Prim, Spaans militair
- Santiago Vidaurri†, separatistisch gouverneur